# Jakob Schwabe
Jakob Schwabe (* 25. April 1989; geborener Jakob Macke) ist ein ehemaliger deutscher Handballspieler, der seit seinem Karriereende als Handballtrainer tätig ist.

## Karriere
Jakob Schwabe spielte bis 2008 im Jugendbereich der DJK Sparta Münster und lief anschließend beim Regionalligisten Ibbenbürener SpVg auf. 2009 wechselte er zur Ahlener SG. In der Saison 2010/11 lief er für die von der Ahlener SG und dem ASV Hamm-Westfalen gebildeten HSG Ahlen-Hamm in der Handball-Bundesliga auf, wobei er damals noch im linken Rückraum spielte. Nach dem Abstieg am Saisonende und der Auflösung der HSG blieb Schwabe, der inzwischen als Kreisläufer spielt, beim ASV, für den er seitdem in der 2. Handball-Bundesliga aktiv war. Ab der Saison 2014/15, und den Abgang von Andreas Simon, wurde er dort zum Kapitän ernannt. Im Februar 2015 verpflichtete die SG Flensburg-Handewitt Macke als Ersatz für den Langzeitverletzten Jacob Heinl für den Rest der Saison. Mit Flensburg gewann er den DHB-Pokal 2014/15. Ab der Saison 2015/16 lief Schwabe wieder für den ASV auf. Im März 2020 übernahm Schwabe interimsweise bis zum Saisonende 2019/20 das Traineramt vom ASV. Im Sommer 2021 wechselte er zum TV Emsdetten.
Nachdem Schwabe nach der Saison 2023/24 verletzungsbedingt seine Karriere beim TV Emsdetten beendet hatte, über nahm er im Verein das Traineramt der B-Jugend und wurde Co-Trainer der Männermannschaft. Im Sommer 2025 wird er Trainer der Ahlener SG.